# 阿部珠理
阿部 珠理（あべ じゅり、1951年12月6日 - 2019年3月12日）は、日本におけるアメリカ先住民研究の第一人者。サウスダコタ州の保留地で20数年来フィールドワークを続け、現地の人々と深く交わった。立教大学名誉教授。

## 経歴
1951年福岡県生まれ。1975年立教大学社会学部社会学科卒業。1982年カリフォルニア大学ロスアンゼルス校応用言語学研究科社会言語学専攻修士課程修了。2007年博士（比較文明学・立教大学）。
1986年香蘭女子短期大学専任教師、1989年立教大学一般教育部助教授、1995年同教授。1998年立教大学社会学部社会学科教授。2002年同大学社会学部現代文化学科教授。2007年定年退職。
立教大学アメリカ研究所所長（1999年 - 2003年、2008年 - 2012年）、公益財団法人アメリカ研究振興会評議員などを歴任した。
2019年3月12日、逝去。67歳。

## 著作

### 単著
- 『アメリカ先住民の精神世界』（日本放送出版協会. 1994年）
- 『アメリカ先住民-民族再生にむけて』（角川学芸出版. 2005,2013年）
- 『大地の声-アメリカ先住民の知恵のことば』（大修館書店. 2006年）
- 『アメリカ先住民から学ぶ-その歴史と思想』（日本放送出版協会. 2011年）
- 『聖なる木の下へ-アメリカ先住民の魂を求めて』（角川ソフィア文庫. 2014年）
- 『メイキング・オブ・アメリカ-格差社会アメリカの成り立ち』（彩流社. 2016年）

### 編著
- 『アメリカ先住民を知るための62章』（明石書店. 2016年）

### 翻訳
- ヘェメヨースツ・ストーム『セブン・アローズ』全3巻（地湧社. 1992年）[6]
- ジョン・G.ナイハルト『ブラック・エルクは語る』監訳（めるくまーる. 2011年）
- リチャード・ルイス『文化が衝突するとき-異文化へのグローバルガイド』（南雲堂. 2004年）
- グレッグ・オブライエン『アメリカ・インディアンの歴史』（東洋書林. 2010年）

### 論文
- CiNii＞阿部珠理
- researchmap>阿部珠理
- KAKEN>阿部 珠理